# Jeancourt
Jeancourt település Franciaországban, Aisne megyében. Lakosainak száma 253 fő (2022. január 1.). Jeancourt Vendelles, Le Verguier, Villeret, Hervilly és Hesbécourt községekkel határos.

## Népesség
A település népességének változása:
| Lakosok száma | 230  | 201  | 253  | 240  | 275  | 275  | 271  | 264  | 260  | 253  |
|               | 1968 | 1982 | 1990 | 2006 | 2013 | 2015 | 2017 | 2019 | 2020 | 2022 |